# القرن 12
| عقد 1090 | 1090 | 1091 | 1092 | 1093 | 1094 | 1095 | 1096 | 1097 | 1098 | 1099 |
| عقد 1100 | 1100 | 1101 | 1102 | 1103 | 1104 | 1105 | 1106 | 1107 | 1108 | 1109 |
| عقد 1110 | 1110 | 1111 | 1112 | 1113 | 1114 | 1115 | 1116 | 1117 | 1118 | 1119 |
| عقد 1120 | 1120 | 1121 | 1122 | 1123 | 1124 | 1125 | 1126 | 1127 | 1128 | 1129 |
| عقد 1130 | 1130 | 1131 | 1132 | 1133 | 1134 | 1135 | 1136 | 1137 | 1138 | 1139 |
| عقد 1140 | 1140 | 1141 | 1142 | 1143 | 1144 | 1145 | 1146 | 1147 | 1148 | 1149 |
| عقد 1150 | 1150 | 1151 | 1152 | 1153 | 1154 | 1155 | 1156 | 1157 | 1158 | 1159 |
| عقد 1160 | 1160 | 1161 | 1162 | 1163 | 1164 | 1165 | 1166 | 1167 | 1168 | 1169 |
| عقد 1170 | 1170 | 1171 | 1172 | 1173 | 1174 | 1175 | 1176 | 1177 | 1178 | 1179 |
| عقد 1180 | 1180 | 1181 | 1182 | 1183 | 1184 | 1185 | 1186 | 1187 | 1188 | 1189 |
| عقد 1190 | 1190 | 1191 | 1192 | 1193 | 1194 | 1195 | 1196 | 1197 | 1198 | 1199 |
| عقد 1200 | 1200 | 1201 | 1202 | 1203 | 1204 | 1205 | 1206 | 1207 | 1208 | 1209 |

القرن الثاني عشر هو الفترة الزمنية الممتدة من اليوم الأول لعام 1101 إلى اليوم الأخير من عام 1200 حسب التقويم الميلادي وكانت هذه الفترة جزء من العصور الوسطى.
شهد هذا القرن إنهيار دولة المرابطين وعاد الأندلس لما كان عليه من فوضى وتعرض المرابطون إلى هزائم متعددة على أيدي الإسبان في الأندلس. ومن الدعوة الموحدية في المغرب الذين استطاعوا أسقاط دولة المرابطين وتأسيس دولة الموحدين. الذين بسطوا نفوذهم على المغرب وعلى كل أراضي المرابطين في الأندلس. شهد هذا القرن أيضا الحملة الصليبية الثانية وأسفرت عن هزيمة الصليبيين على يد سلاجقة الروم. وسيطرت الدولة الزنكية على دمشق ووحدت سوريا تحت رايتها.
أنهى صلاح الدين الأيوبي حكم الدولة الفاطمية في مصر وأصبح حاكما لمصر تابعا للدولة الزنكية التي انقلب عليها مؤسسا الدولة الأيوبية في مصر والشام.
في أفغانستان وشمال الهند استطاعت الدولة الغورية القضاء علي الدولة الغزنوية.
في الصين قبائل الجورشن تؤسس سلالة جين الحاكمة بعد انتصارها على مملكة لياو وأجبار سلالة سونغ الحاكمة على الانتقال لجنوب الصين.
وفي اليابان انتهت فترة هييآن وبدأت فترة كاماكورا. وتمكن السلطان صلاح الدين الأيوبي من فتح القدس واستردادها من أيدي الصليبيين مما أدى لدعوة البابا لالحملة الصليبية الثالثة التي لم تحقق إلا فتح عكا وانتهت بعقد معاهدة الرملة بين ريتشارد الأول ملك إنجلترا وصلاح الدين الأيوبي.

## أحداث
- 1100 وفاة وليام الثاني ملك إنجلترا في أغسطس وخلفه أخوه هنري الأول ملك إنجلترا.
- 1102 دخلت كرواتيا في اتحاد شخصي مع مملكة المجر في عهد الملك المجري كولومان الذي أصبح ملكاً للمجر وكرواتيا.
- 1105 ظل النزاع بين الپاپوية والإمبراطورية إلى أن انتهى بسجن هاينريش الرابع وإجباره على التنازل عن الحكم لابنه هاينريش الخامس.
- 1106 وفاة سلطان المرابطين يوسف بن تاشفين في سبتمبر وخلفه ابنه علي بن يوسف بن تاشفين.
- 1108 انتصار المرابطين بقيادة تميم بن يوسف بن تاشفين على قوات ألفونسو السادس ملك قشتالة في معركة أقليش في مايو وقتل فيها ولي عهد قشتالة سانشو بن ألفونسو.
- 1100 بدأت دولة المرابطين في الانهيار وعاد الأندلس لما كان عليه من فوضى وتعرض المرابطون إلى هزائم متعددة على أيدي الإسبان في الأندلس.
- 1109 وفاة ألفونسو السادس ملك قشتالة وليون في يونيو وخلفه ابنته أوراكا زوجة ألفونسو الأول ملك أراغون.
- 1111 وفاة دوق كالابريا وبوليا روجر بورسا في فبراير وخلفه ابنه وليام الثاني.
- 1115 تمرد قبائل الجورشن الصينية على مملكة لياو وبعد انتصارهم أسسوا سلالة جين الحاكمة في شمال الصين.
- 1118 إنشاء فرقة فرسان الهيكل لحماية القدس والحجاج الأوروبيون خلال رحلتهم إلى مدينة القدس.
- 1118 وفاة الإمبراطور البيزنطي الكسيوس الأول كومنينوس في أغسطس وخلفه ابنه يوحنا الثاني كومنينوس.
- 1121 ظهرت الدعوة الموحدية بقيادة المهدي بن تومرت قرب مدينة مراكش.
- 1125 تحالف سلالة جين الحاكمة وسلالة سونغ الحاكمة يتمكن من القضاء على مملكة لياو التي سيطرت على شمال الصين لعدة قرون.
- 1125 وفاة الإمبراطور الروماني هاينريش الخامس في مايو وانتخب خلفه دوق ساكسونيا لوثر الثالث.
- 1126 وفاة ملكة قشتالة وليون أوراكا في مارس وخلفها ابنها ألفونسو السابع ملك قشتالة.
- 1127 نهبت قوات سلالة جين الحاكمة الصينية مدينة كايفنغ عاصمة سلالة سونغ الحاكمة الشمالية وأجبرت سونغ للانتقال إلى جنوب الصين واختيار عاصمتهم الجديدة ليان.
- 1127 بعد تفكك الدولة السلجوقية أسس عماد الدين زنكي الدولة الزنكية إمارة تابعة للخلافة العباسية في الموصل وحلب.
- 1127 وفاة دوق كالابريا وبوليا وليام الثاني في يوليو وخلفه ابن عمه كونت صقليه روجر الثاني الذي أعلن نفسه ملكا لصقلية حيث وحد الأراضي التي فتحها النورمان في جنوب إيطاليا وجزيرة صقلية في مملكة صقلية.
- 1135 وفاة هنري الأول ملك إنجلترا في ديسمبر وخلفه ابنته ماتيلدا ملكة إنجلترا كأول ملكة لانجلترا.
- 1135 نازع ستيفن كونت بلوا أبنة عمه ماتيلدا ملكة إنجلترا الذي غزا إنجلترا وتوج نفسه ملكا لانجلترا وكان عهده فترة فوضى حيث دعم النبلاء كلا الطرفين وقاتلوا في حرب مفتوحة في كل إنجلترا.
- 1137 وفاة لويس السادس ملك فرنسا في أغسطس وخلفه ابنه لويس السابع ملك فرنسا.
- 1137 وفاة الإمبراطور الروماني لوثر الثالث في ديسمبر وانتخب خلفه كونراد الثالث من آل هوهنشتاوفن.
- 1139 أعلن كونت البرتغال ألفونسو ابن هنري البرغاندي استقلال البرتغال عن مملكة ليون في وأصبح أول ملوكها بأسم الملك أفونسو الأول ملك البرتغال.
- 1143 م وفاة الإمبراطور البيزنطي يوحنا الثاني كومنينوس في ابريل وخلفه ابنه مانويل كومنينوس.
- 1143 ظهور دولة بني مهدي في اليمن.
- 1144 استعاد المسلمين كونتية الرها على يد أمير الموصل وحلب عماد الدين زنكي فدعا البابا ايجين الثالث لالحملة الصليبية الثانية.
- 1146 تمكن عبد المؤمن بن علي أن يستحوذ على  المغرب حيث دخل مراكش وقضى على دولة المرابطين وأسس دولة الموحدين.
- 1146 انتهز بعض الأندلسيين فرصة انشغال المرابطين بحرب الموحدين بالمغرب فثاروا على الولاة التابعين لدولة المرابطين وأعلنوا أنفسهم حكامًا وتنازعوا فيما بينهم.
- 1146 وفاة حاكم الموصل وحلب عماد الدين زنكي في سبتمبر وخلفه ابنه نور الدين زنكي.
- 1147 ما إن تمكن الخليفة الموحدي عبد المؤمن بن علي من بسط نفوذه على المغرب أرسل جيش إلى الأندلس فاستعاد إشبيلية  واتخذها عاصمة له في الأندلس ونجح في بسط نفوذ دولة الموحدين على كل أراضي المرابطين في الأندلس.
- 1147 بدأت الحملة الصليبية الثانية في مايو بقيادة لويس السابع ملك فرنسا والإمبراطور الروماني كونراد الثالث ردا على سقوط كونتية الرها.
- 1148 بدأ الغزو الصقلي لأفريقيا في عهد روجر الثاني ملك صقلية فاحتلوا جربة وطرابلس والمهدية وأسسوا مملكة أفريقية النورمانية.
- 1149 انتهت الحملة الصليبية الثانية هزيمة الصليبيين على يد سلاجقة الروم.
- 1152 وفاة الإمبراطور الروماني كونراد الثالث في فبراير وانتخب خلفه اخيه دوق شوابيا فريدرش الأول بربروسا من آل هوهنشتاوفن.
- 1153 توصل ستيفن ملك إنجلترا وماتيلدا ملكة إنجلترا لعقد معاهدة إلينجفورد في نوفمبر اعترف فيها ستيفن بـالأمير هنري ابن ماتيلدا من زوجها الثاني جيفري بلانتاجانت كونت أنجو وريثاً على العرش.
- 1154 بعد فشل الحملة الصليبية الثانية سيطر نور الدين زنكي على دمشق ووحد سوريا  تحت رايته.
- 1154 وفاة روجر الثاني ملك صقلية في فبراير وخلفه ابنه ويليام الأول ملك صقلية.
- 1154 وفاة ستيفن ملك إنجلترا في أكتوبر وخلفه كونت انجو ودوق نورماندي هنري الثاني ملك إنجلترا ومؤسسا للسلالة الانجوية والامبراطورية الانجوية التي شملت إنجلترا وويلز وشرق فرنسا وجزء من ايرلندا.
- 1157 طالب هنري الثاني ملك إنجلترا من ملك اسكتلندا مالكولم الرابع استعادة المدن (نورثمبرلاند وويستمورلاند وكمبرلاند) التي كان استولى عليها جد مالكولم (ديفيد الأول) واضطر مالكولم للتخلي عن تلك المدن لانجلترا.
- 1157 وفاة ألفونسو السابع ملك قشتالة وليون في أغسطس وخلفه ابنه سانشو الثالث ملك قشتالة وابنه الآخر فرناندو الثاني ملك ليون.
- 1158 إنشاء الرابطة الهانزية التي سجلت حقبة جديدة في تطوير الاقتصاد والتجارة بشمال وغرب أوروبا.
- 1158 وفاة سانشو الثالث ملك قشتالة في أغسطس وخلفه ابنه ألفونسو الثامن ملك قشتالة.
- 1159 تمكن الملك ستيفان نمانيا من إخضاع العشائر والأقاليم الصربية المختلفة لحكمه ولآسس مملكة الصرب وعاصمتها سكوبيه.
- 1160 بسطت دولة الموحدين سلطانها على إفريقية الجزائر وتونس وإقليم طرابلس (ليبيا) واستعادوا المهدية وجزيرة جربة (تونس) وبقية سواحل إفريقية  من النورمان.
- 1165 وفاة ملك اسكتلندا مالكوم الرابع في وخلفه ويليام الأول ملك إسكتلندا.
- 1166 وفاة ويليام الأول ملك صقلية في مايو وخلفه ابنه ويليام الثاني ملك صقلية.
- 1171 غزا هنري الثاني ملك إنجلترا ايرلندا.
- 1171 انهى صلاح الدين الأيوبي حكم  الفاطميين في مصر وأصبح حاكما لمصر تابعا لالدولة الزنكية.
- 1172 وفاة ستيفن الثالث ملك المجر وكرواتيا في مارس وخلفه أخوه بيلا الثالث بمساعدة الإمبراطور البيزنطي.
- 1173 غزا وليام الأول ملك اسكتلندا نورثمبرلاند إلا أنه وقع في الأسر وأجبر على الموافقة على معاهدة فاليز التي تنص على سيطرة إنجلترا على جنوب اسكتلندا.
- 1174 أرسل صلاح الدين الأيوبي حملة بقيادة أخيه توران شاه فقضي على دولة بني مهدي في اليمن وضمها لمصر ومن بعدها الحجاز.
- 1174 وفاة سلطان الدولة الزنكية نور الدين زنكي في مايو وخلفه ابنه الصالح إسماعيل في الحادي عشر من عمره.
- 1174 دخل صلاح الدين الأيوبي دمشق وتزوج أرملة نور الدين زنكي وأعلن نفسه حاكما لمصر والشام كوصي على العرش.
- 1176 أعلن صلاح الدين الأيوبي نفسه سلطانا على مصر والشام مؤسسا الدولة الأيوبية.
- 1176 تشكيل الرابطة اللومباردية من مدن شمال إيطاليا لمواجهة محاولات الأمبراطور فريدرش الأول بربروسا لبسط نفوذ الامبراطورية في شمال إيطاليا.
- 1176 بعد انتصار الرابطة اللومباردية علي الجيش الامبراطوري وافقت الرابطة على البقاء موالية للإمبراطور مقابل السلطة المحلية الكاملة على أراضيها.
- 1177 نصب هنري الثاني ملك إنجلترا ابنه جون ملكا على إيرلندا.
- 1179 راسل ألفونسو الثامن ملك قشتالة ممالك نافارا وليون والبرتغال وأراغون للاتحاد في مواجهة الموحدين واتفقوا في معاهدة كاثولا على تقسيم أراضي الموحدين بينهم.
- 1180 وفاة لويس السابع ملك فرنسا في سبتمبر وخلفه ابنه فيليب الثاني ملك فرنسا.
- 1180 وفاة الإمبراطور البيزنطي مانويل الأول كومنينوس في سبتمبر وخلفه ابنه ألكسيوس الثاني كومنينوس.
- 1181 خسرت الامبراطورية البيزنطية سيرميا والبوسنة  لصالح مملكة المجر
- 1183 ضم السلطان صلاح الدين الأيوبي حلب للدولة الأيوبية في يونيو.
- 1183 فرض أندرونيكوس الأول كومنينوس نفسه وصيا على ابن عمه الإمبراطور البزنطي ألكسيوس الثاني كومنينوس ثم عزله ونصب نفسه امبراطورا في أكتوبر
- 1185 نهاية فترة هييآن وبداية فترة كاماكورا بعد انتصار عشيرة ميناموتو على عشيرة تائيرا وسيطرتها على الحكم في اليابان. تميز نظام الحكم في فترة كاماكورا بسيطرة سلطة الشوغون (الحاكم العسكري) على سلطة الإمبراطور الدينية.
- 1185 قاد إسحاق الثاني أنجيلوس ثورة شعبية على الإمبراطور البزنطي أندرونيكوس الأول كومنينوس وتوج بدلا منه امبراطورا في سبتمبر.
- 1185 ظلت بلغاريا تابعة للإمبراطورية البيزنطية حتي انتفضت على يد الأخوين يوحنا وبطرس اسن وأسسا مملكة بلغاريا وعاصمتها ترنوفا.
- 1186 استطاع الغوريون القضاء علي الدولة الغزنوية في أفغانستان وشمال الهند.
- 1187 تمكن السلطان صلاح الدين الأيوبي من فتح القدس واستردادها من أيدي الصليبيين بعد انتصاره في موقعة حطين في يوليو فدعا البابا غريغوري الثامن لالحملة الصليبية الثالثة.
- 1189 وفاة ويليام الثاني ملك صقلية في نوفمبر وخلفه ابن عمه تانكريد الأول ملكا لصقلية.
- 1189 وفاة هنري الثاني ملك إنجلترا في يوليو وخلفه ابنه ريتشارد الأول ملك إنجلترا.
- 1190 م بدأت الحملة الصليبية الثالثة بقياده فيليب الثاني ملك فرنسا وريتشارد الأول ملك إنجلترا والإمبراطور الروماني فريدرش الأول بربروسا الذي غرق في أحد أنهار قليقلية في طريقه إلى عكا في يونيو وانتخب خلفه هانريش السادس.
- 1191 استولى ريتشارد الأول ملك إنجلترا على جزيرة قبرص ّفي طريقه إلى عكا.
- 1191 تمكن جيش التحالف الصليبي من فتح عكا بعد حصارها لأشهر في يونيو وبسبب الخلاف غادر فيليب ملك فرنسا.
- 1191 قام سانشو الأول ملك البرتغال بغزو مدينة شلب المسلمة فجهز السلطان الموحدي يعقوب المنصور جيشه وعبر البحر لبلاد الأندلس وحاصر المدينة حتى استردها واسترد أربع مدن أخرى.
- 1191 عقد هدنة خمس سنوات بين ألفونسو الثامن ملك قشتالة والسلطان الموحدي أبو يوسف يعقوب المنصور.
- 1192 ولم يستطع ريتشارد الأول ملك إنجلترا احتلال مدن أخرى وانتهت الحملة بعقد صلح الرملة بين ريتشارد وصلاح الدين ينص على هدنة لمدة ثلاث سنوات وثمانية أشهر والسماح للحجاج بزياره بيت المقدس.
- 1193 وفاة السلطان صلاح الدين الأيوبي في مارس وخلفه ابنه الأفضل نور الدين على إمارة دمشق وخلفه ابنه العزيز عثمان على مصر وابنه الظاهر على إمارة حلب.
- 1194 وفاة تانكريد ملك صقلية في فبراير وخلفه ابنه ويليام الثالث في الرابعة من عمره ملكا لصقلية تحت وصاية عمته كونستانس زوجة الإمبراطور الروماني هانريش السادس التي خلعت الملك الطفل وأصبحت ملكة صقلية.
- 1194 توسع الدولة الخوارزمية على أنقاض الدولة السلجوقية.
- 1195 عزل ألكسيوس الثالث أنجيلوس أخاه الإمبراطور البزنطي أسحاق الثاني أنجيلوس وتوج إمبراطور بدلا منه في مارس.
- 1195 بعد انقضاء الهدنة بين مملكة قشتالة والموحدين أرسل ألفونسو الثامن ملك قشتالة جيشا كبيرا عاث فسادا في أراضي الموحدين فأرسل سلطان الموحدين أبو يوسف يعقوب المنصور جيشا كبيرا انتصر انتصارا حاسما على الجيش القشتالي في معركة الأرك في يوليو. مما وطد حكم الموحدين في الأندلس والتوسع على حساب الممالك الإيبيرية.
- 1196 وفاة بيلا الثالث ملك المجر وكرواتيا في أبريل وخلفه ابنه إمريك ملك المجر وكرواتيا.
- 1197 وفاة الإمبراطور الروماني هانريش السادس في سبتمبر وتنافس خلفه على لقب ملك الرومان اخيه فيليب دوق شوابيا وأوتو الرابع.
- 1198 على الرغم من أن بعض الحكام السابقين لبوهيميا (التشيك) قد تمتعوا بلقب ملكي غير وراثي خلال القرنين الحادي عشر والثاني عشر إلا أن أوتوكار الأول يعتبر أول ملوك بوهيميا واعُترف بمملكته من قِبل فيليب دوق شوابيا مقابل دعمه ضد منافسه أوتو الرابع.
- 1198 وفاة كونستانس ملكة صقلية في نوفمبر وخلفها ابنها فريدريك الثاني.
- 1199 وفاة ريتشارد الأول ملك إنجلترا في أبريل وخلفه أخوه جون ملك إنجلترا.
- 1199 تنازع أولاد صلاح الدين الأيوبي فقام عمهم العادل سيف الدين أحمد بعزلهم وتوحيد البيت الأيوبي تحت رايته.
- 1199 دعا البابا اينوقنتيوس الثالث للحملة الصليبية الرابعة.

مكرر________________
- وفاة وليام الثاني ملك إنجلترا في أغسطس 1100م. وخلفه أخيه هنري الأول ملكاً لإنجلترا.
- دخلت كرواتيا في اتحاد شخصي مع مملكة المجر. سنة 1102م.في عهد الملك المجري كولومان الذي أصبح ملكاً للمجر وكرواتيا.
- ظل النزاع بين الپاپوية والامبراطورية إلى أن انتهى بسجن هاينريش الرابع وإجباره على التنازل عن الحكم لابنه هاينريش الخامس عام 1105م. الذي توج امبراطورا في 1111م.
- وفاة سلطان المرابطين يوسف بن تاشفين في سبتمبر 1106م. وخلفه ابنة علي بن يوسف بن تاشفين.
- انتصار المرابطين بقيادة تميم بن يوسف بن تاشفين على قوات ألفونسو السادس ملك قشتالة في معركة أقليش في مايو 1108م. وقتل فيها ولي عهد قشتالة سانشو بن ألفونسو.
- بدأت دوله المرابطين في الانهيار وعاد الاندلس لما كان عليه من فوضي وتعرض المرابطون إلى هزائم متعددة على أيدي الإسبان في الأندلس.
- وفاة ملك قشتالة وليون الفونسو السادس في يونيو 1109م. وخلفه ابنته أوراكا زوجة ملك اراغون الفونسو الأول ملكة علي قشتالة وليون.تعتبر أوراكا أول ملكة حاكمة تعتلي العرش في أوروبا الغربية والثانية في  أوروبا بأكملها بعد أيرين الأولى الإمبراطورة البيزنطية.
- وفاة دوق كالابريا وبوليا روجر بورسا في فبراير 1111م. وخلفه ابنه وليام الثاني.
- تمكن الإمبراطور البزنطي باسيل الثاني من اخضاع بلغاريا بعد انتصاره علي البلغار في معركة كليديون في يوليو 1114م.
- تمرد قبائل الجورشن الصينية علي مملكة لياو وبعد انتصارهم أسسوا سلالة جين الحاكمة في شمال الصين سنة 1115م.
- إنشاء فرقة فرسان الهيكل لحماية القدس والحجاج الأوروبيون خلال رحلتهم إلى مدينة القدس سنة 1118م.
- وفاة الإمبراطور البزنطي الكسيوس الأول كومنينوس في أغسطس 1118م. وخلفه ابنه يوحنا الثاني كومنينوس
- تحالف سلالة جين الحاكمة وسلالة سونغ الحاكمة في شمال الصين تمكن من القضاء علي مملكة لياو التي سيطرت على شمال الصين  لعدة قرون سنة 1125م. وبدأ حروب جين سونغ.
- وفاة الإمبراطور الروماني هاينريش الخامس في مايو 1025م. وانتخب خلفه دوق ساكسونيا لوثر الثالث ملكا للرومان وتوج امبراطورا في 1131م.
- وفاة ملكة قشتالة وليون اوراكا في مارس 1126م. وخلفها ابنها الفونسو السابع ملكا لقشتالة وليون.
- نهبت قوات سلالة جين الحاكمة الصينية مدينة كايفنج عاصمة سلالة سونغ الحاكمة الشمالية خلال حروب جين سونج واجبرت سونغ للانتقال الي جنوب الصين واختيار عاصمتهم الجديدة ليان سنة 1127م.
- بعد تفكك الدولة السلجوقية اسس عماد الدين زنكي الدولة الزنكية سنة 1127م. وهي امارة تابعه للخلافه العباسية في الموصل وحلب.
- وفاة دوق كالابريا وبوليا وليام الثاني في يوليو 1127م. وخلفه ابن عمه كونت صقليه روجر الثاني الذي أعلن نفسه ملكا لصقلية حيث وحد الأراضي التي فتحها النورمان في جنوب إيطاليا وجزيرة صقلية في مملكة صقلية.
- وفاة ملك إنجلترا هنري الأول في ديسمبر 1135م. وخلفه ابنته ماتيلدا ملكة إنجلترا كأول ملكة لانجلترا ولكن نازعها ابن عمتها ستيفن كونت بلوا الذي غزا إنجلترا وتوج نفسه ملكا لانجلترا وكان عهده فترة فوضى حيث دعم النبلاء كلا الطرفين وقاتلوا في حرب مفتوحة في كل إنجلترا.
- وفاة ملك فرنسا لويس السادس في أغسطس 1137م. وخلفه ابنه لويس السابع ملك فرنسا.
- وفاة الإمبراطور الروماني لوثير الثالث في ديسمبر 1137م. وانتخب خلفه كونراد الثالث من آل هوهنشتاوفن ملكا للرومان وتوج امبراطورا في نفس العام.
- أعلن كونت البرتغال الفونسو ابن هنري البرغاندي استقلال البرتغال عن مملكة ليون في 1139م. واصبح أول ملوكها باسم أفونسو الأول ملك البرتغال.
- وفاة الإمبراطور البزنطي يوحنا الثاني كومنينوس في أبريل 1143م. وخلفه ابنه مانويل الأول كومنينوس.
- ظهور دولة بني مهدي في اليمن سنة 1143م.
- استعاد المسلمين أماره الرها علي يد أمير الموصل وحلب عماد الدين زنكي سنة 1144م. فدعا البابا ايجين الثالث لحملة صليبية ثانية.
- ظهرت الدعوة الموحدية بقيادة المهدي بن تومرت سنة 1130م. وتسببت في سقوط دولة المرابطين وتأسيس دولة الموحدين. وتمكن خليفته عبد المؤمن بن علي أن يستحوذ على  المغرب حيث دخل مراكش عام 1146م. وقضى على دولة المرابطين. أنتهز بعض الأندلسيين فرصة انشغال المرابطين بحرب الموحدين بالمغرب فثاروا على الولاة التابعين لدولة المرابطين وأعلنوا أنفسهم حكامًا وتنازعوا فيما بينهم.
- وفاة حاكم الموصل وحلب عماد الدين زنكي في سبتمبر 1146م. وخلفه ابنه نور الدين زنكي.
- ما ان تمكن الخليفة الموحدي عبد المؤمن بن علي من بسط نفوذه على المغرب بدأ في إرسال جيش إلى الأندلس  سنة 1147م. فاستعاد  إشبيلية واتخذها عاصمة له في الأندلس ونجح قائد جيشه يوسف بن علي من بسط نفوذ دولة الموحدين علي كل اراضي المرابطين في الاندلس.
- بدأت الحملة الصليبية الثانية في مايو 1147م. بقيادة لويس السابع ملك فرنسا وكونراد الثالث ملك الرومان واسفرت عن هزيمه الصليبيين علي يد سلاجقة الروم.

بعد فشل الحملة الصليبية الثانية أصبح لنور الدين زنكي السيطرة على دمشق ووحد سوريا  تحت رايته.
- بدأ الغزو الصقلي لأفريقيا في عهد ملك صقلية روجر الثاني عام 1148م. فاحتلوا جربة وطرابلس والمهدية وأسسوا مملكة أفريقية النورمانية .
- وفاة الإمبراطور الروماني كونراد الثالث في فبراير 1152م. وانتخب خلفه اخيه دوق شوابيا فريدرش الأول بربروسا من آل هوهنشتاوفن ملكا للرومان في مارس 1152م. وتوج امبراطورا في 1155م.
- توصل ملك إنجلترا ستيفن لاتفاق مع ماتيلدا في نوفمبر 1153م. بالتوقيع على معاهدة إلينجفورد  حيث اعترف ستيفن بـالأمير هنري ابن ماتيلدا من زوجها الثاني  جيفري بلانتاجانت كونت أنجو وريثاً على العرش.
- وفاة ملك صقلية روجر الثاني في فبراير 1154م. وخلفه ابنه ويليام الأول ملك صقلية.
- وفاة ملك إنجلترا ستيفن في أكتوبر 1154م. وخلفه كونت انجو ودوق نورماندي هنري الثاني ملك إنجلترا ومؤسسا للسلالة الانجوية والامبراطورية الانجوية التي شملت إنجلترا وويلز وشرق فرنسا وجزء من ايرلندا .
- طالب ملك إنجلترا هنري الثاني ملك اسكتلندا مالكولم الرابع بالمدن (نورثمبرلاند وويستمورلاند وكمبرلاند) التي كان استولى عليها جد مالكولم (ديفيد الأول) واضطر مالكولم للتخلي عن تلك المدن لانجلترا سنة. 1157م.
- وفاة ملك قشتالة وليون الفونسو السابع في أغسطس 1157م. وخلفه ابنه سانشو الثالث ملك قشتالة وطليطلة وابنه الآخر فرناندو الثاني ملكا لليون .
- إنشاء الرابطة الهانزية سنة 1158م. سجلت تلك الرابطة حقبة جديدة في تطوير الاقتصاد والتجارة بشمال وغرب أوروبا .
- وفاة ملك قشتالة سانشو الثالث في أغسطس 1158م. وخلفه ابنه ألفونسو الثامن ملك قشتالة.
- استقر السلاف الجنوبيين منذ القرن السادس في أوروبا الوسطي والبلقان تحت سلطة الامبراطورية البزنطية حتي تمكن الملك ستيفان نمانيا من إخضاع العشائر والأقاليم الصربية المختلفة لحكمه واسس مملكة صربيا عام 1159م. وعاصمتها سكوبيه.
- بسط الموحدون سلطانهم على إفريقية الجزائر وتونس وإقليم طرابلس (ليبيا) واستعادوا المهدية وجزيرة جربة (تونس) وبقية سواحل إفريقية  من النورمان سنة 1160م.
- وفاة ملك اسكتلندا مالكوم الرابع في ديسمبر 1165م. وخلفه ويليام الأول ملك إسكتلندا.
- وفاة ملك صقلية ويليام الأول في مايو 1166م. وخلفه ابنه ويليام الثاني ملك صقلية.
- غزا ملك إنجلترا هنري الثاني ايرلندا في عام 1171م.
- انهى صلاح الدين الأيوبي حكم الدولة الفاطمية في مصر عام 1171م. واصبح حاكما لمصر تابعا للدولة الزنكية.
- وفاة ملك المجر وكرواتيا ستيفن الثالث في مارس 1172م. وخلفه اخيه بيلا الثالث ملكا للمجر وكرواتيا بمساعدة الإمبراطور البزنطي.
- أرسل صلاح الدين الأيوبي حملة بقيادة أخاه  توران شاه فقضي علي دولة بني مهدي في اليمن وضمها لمصر ومن بعدها الحجاز .
- غزا ملك اسكتلندا ويليام الأول نورثمبرلاند عام 1173م. إلا أنه وقع في الاسر وأجبر على الموافقة على معاهدة فاليز التي تنص علي سيطرة إنجلترا علي جنوب اسكتلندا .
- وفاة سلطان الدولة الزنكية نور الدين زنكي في مايو 1174م. وخلفه ابنه الصالح إسماعيل في الحادي عشر من عمره . دخل صلاح الدين الايوبي دمشق وتزوج ارملة نور الدين زنكي واعلن نفسه حاكما لمصر والشام كوصي علي العرش .
- اعلان صلاح الدين الايوبي نفسه سلطانا علي مصر والشام مؤسسا الدولة الأيوبية سنة 1176م.
- تشكيل الرابطة اللومباردية من مدن شمال إيطاليا سنة 1176م. لمواجهة محاولات الأمبراطور فريدريش الأول بربروسا لبسط نفوذ الامبراطورية  في شمال إيطاليا. بعد انتصار الرابطة علي الجيش الامبراطوري وافقت الرابطة على البقاء موالية للإمبراطور مقابل السلطة المحلية الكاملة على أراضيها.
- نصب ملك إنجلترا هنري الثاني ابنه جون ملكا علي ايرلندا عام 1177م.
- راسل ملك قشتالة ألفونسو الثامن ممالك نافارا وليون والبرتغال وأراغون للاتحاد في مواجهة الموحدين واتفقوا في معاهدة كاثولا سنة 1179م. على تقسيم أراضي الموحدين بينهم.
- وفاة ملك فرنسا لويس السابع في سبتمبر 1180م. وخلفه ابنه فيليب الثاني ملك فرنسا.
- وفاة الإمبراطور البزنطي مانويل الأول كومنينوس في سبتمبر 1180م. وخلفه ابنه ألكسيوس الثاني كومنينوس.
- خسرت الامبراطورية البزنطية سيرميا والبوسنة  لصالح مملكة المجر عام 1181م.
- ضم السلطان الايوبي صلاح الدين الايوبي حلب للدولة الايوبية في يونيو 1183م.
- فرض أندرونيكوس الأول كومنينوس نفسه وصيا علي ابن عمه الإمبراطور البزنطي ألكسيوس الثاني كومنينوس ثم عزله ونصب نفسه امبراطورا في أكتوبر 1183م.
- نهاية فترة هييآن وبداية فترة كاماكورا في اليابان بعد انتصار عشيرة ميناموتو علي عشيرة تائيرا في معركة دان نو أورا سنة 1185م. وظهر نظام حكم سيطرت فيه سلطة الشوغون (الحاكم العسكري) علي سلطة الإمبراطور.
- قاد إسحق الثاني أنجيلوس ثورة شعبية علي الإمبراطور البزنطي أندرونيكوس الأول كومنينوس وتوج بدلا منه امبراطورا في سبتمبر 1185م.
- ظلت بلغاريا تابعة لبزنطة حتي انتفضت علي يد الآخوين يوحنا وبطرس اسن عام 1185م. واسسا مملكة بلغاريا وعاصمتها تيرنوفا.
- استطاعت الدولة الغورية القضاء علي الدولة الغزنوية سنة 1186م. في أفغانستان وشمال الهند.
- تمكن السلطان الايوبي صلاح الدين من فتح القدس واستردادها من ايدي الصليبيين بعد انتصاره في موقعة حطين في يوليو 1187م. فدعا البابا جريجوري الثامن لحملة صليبية ثالثة.
- وفاة ملك صقلية ويليام الثاني في نوفمبر 1189م. وخلفه ابن عمه تانكريد الأول ملكا لصقلية.
- وفاة ملك إنجلترا هنري الثاني في يوليو 1189م. وخلفه ابنه ريتشارد الأول ملك إنجلترا.
- بدأت الحملة الصليبية الثالثة سنه 1190م. بقياده فيليب ملك فرنسا وريتشارد ملك بريطانيا والإمبراطور الروماني فريدريش بربروسا الذي غرق في أحد انهار قليقلية في طريقه إلي عكا في يونيو 1190م. وانتخب خلفه هانريش السادس ملكا للرومان وتوج امبراطورا في 1191م.
- استولي ملك إنجلترا ريتشارد الأول علي جزيرة قبرص ّفي طريقه الي عكا عام 1191م.
- تمكن جيش التحالف الصليبي من فتح عكا بعد حصارها لاشهر في يونيو 1191م. وبسبب الخلاف غادر فيليب ملك فرنسا ولم يستطع ملك إنجلترا ريتشارد احتلال مدن اخري وانتهت الحملة بعقد معاهدة الرملة بين الملك ريتشارد وصلاح الدين الأيوبي التي تنص علي هدنة لمدة ثلاث سنوات وثمانية أشهر والسماح للحجاج بزياره بيت المقدس.
- قام سانشو الأول ملك البرتغال بغزو مدينة شلب المسلمة عام 1191م. فجهز السلطان الموحدي يعقوب المنصور جيشه وعبر البحر لبلاد الأندلس وحاصر المدينة حتي أستردها وأسترد أربع مدن مما بأيدي المسيحيين من البلاد التي كانوا قد أخذوها من المسلمين قبل ذلك بأربعين عاما مما ألقى الرعب في ملوك أيبيريا وخاصة ملك قشتالة ألفونسو الثامن الذي طلب من السلطان الهدنة والصلح فهادنه السلطان. يعقوب 5 سنين .
- وفاة السلطان الايوبي صلاح الدين الأيوبي في مارس 1193م. وخلفه ابنه الأفضل نور الدين علي امارة دمشق وخلفه ابنه العزيز عثمان علي مصر وابنه الظاهر علي امارة حلب.

ولم يلبث الخلاف أن دبّ بين أولاد صلاح الدين فقام العادل سيف الدين أحمد بعزلهم وتوحيد البيت الأيوبي تحت رايته. 
- وفاة ملك صقلية تانكريد الأول في فبراير 1194م. وخلفه ابنه ويليام الثالث في الرابعة من عمره ملكا لصقلية تحت وصاية عمته كونستانس زوجة الإمبراطور الروماني هانريش السادس التي خلعت الملك الطفل واصبحت ملكة صقلية .
- قيام الدولة الخوارزمية  على أنقاض الدولة السلجوقية سنة 1194م.
- عزل ألكسيوس الثالث أنجيلوس اخيه الإمبراطور البزنطي اسحاق الثاني انجيلوس وتوج امبراطور بدلا منه في مارس 1195م.
- وفاة ملك المجر وكرواتيا بيلا الثالث في أبريل 1196م. وخلفه ابنه امريك ملكا للمجر وكرواتيا .
- بعد انقضاء الهدنة بين مملكة قشتالة والموحدين ارسل ألفونسو الثامن ملك قشتالة جيشا كبيرا فعاث فسادا في اراضي الموحدين فارسل سلطان الموحدين أبو يوسف يعقوب المنصور جيشا كبيرا انتصر انتصارا حاسما علي الجيش القشتالي في معركة الأرك في يوليو 1195م. مما وطد حكم الموحدين في الأندلس والتوسع علي حساب الممالك الايبيرية واجبر الملك ألفونسو لطلب الهدنة من السلطان الموحدي.
- وفاة الإمبراطور الروماني هانريش السادس في سبتمبر 1197م. وتنافس خلفه علي لقب ملك الرومان اخيه فيليب دوق شوابيا وأوتو الرابع.
- على الرغم من أن بعض الحكام السابقين لبوهيميا (التشيك) قد تمتعوا بلقب ملكي غير وراثي خلال القرنين الحادي عشر والثاني عشر الا ان أوتوكار الأول يعتبر أول ملوك بوهيميا عام 1198م. واعُترف بمملكته من قِبل فيليب دوق شوابيا مقابل دعمه ضد منافسه أوتو الرابع.
- وفاة ملكة صقلية كونستانس في نوفمبر 1198م. وخلفها ابنها فريدريك الأول ملكا لصقلية.
- وفاة ملك إنجلترا ريتشارد الأول في أبريل 1199م. وخلفه اخيه جون ملك إنجلترا.
- دعا البابا اينوقنتيوس الثالث لحمله صليبية رابعه سنه 1199م.
- عصر نهضة القرن الثاني عشر في أوروبا.
- بدأت الهندسة المعمارية القوطية في فرنسا.
- الحملات الصليبية الأولى، والثانية، والثالثة للممالك الأوربية الغربية ضد الدولة العربية .
- البابا أدريان الرابع منح سيادة إيرلندا إلى هنري الثاني من إنجلترا.
- وحد الملك كولومون المجر مع كرواتيا تحت مسمى التاج المجري (عام 1102).
- نالاندا، المركز التربوي البوذي الهندي العظيم تحطم.
- بداية غزو إيرلندا عام 1169.
- توماس بيكيت قتل في 1170.
- تأسيس المدرسة الكاثدرائية «كاتيدرالسكولان» في السويد عام 1185. وتعتبر أقدم مدرسة في شمال أوروبا، وواحدة من أقدم المدارس في أوروبا ككل.
- تشكلت دولة صربيا بواسطة استيفان نيمانجا.

## شخصيات هامة
- صلاح الدين الأيوبي، حاكم مصر وسوريا الذي قاوم الصليبيين.
- جنكيز خان، إمبراطور المغول.
- فيليب الثاني، ملك فرنسا.
- فريدريك بارباروسا، إمبراطور روماني مقدس.
- ريتشارد الأول من إنجلترا.
- ميمونيدز، فيلسوف يهودي.
- عمر خيام، شاعر وفلكي فارسي.

## الاختراعات والاكتشافات
- بداية الهندسة المعمارية القوطي في فرنسا.
- تأسيس جامعات أوروبية.
- تحقيق أولى أوبئة الإنفلونزا.

## الأدب
- الترجمات اللاتينية في القرن الثاني عشر